# 中国人民解放军第六军
中国人民解放军第六军，是中国人民解放军曾经的一个军。1953年被撤销。

## 沿革
1947年10月9日，西北野战军根据中央军委9月20日的决定，以教导旅、新编第4旅在陕西省绥德县组成西北野战军第六纵队，共1.3万余人。罗元发任司令员，徐立清任政治委员，张贤约任副司令员，唐子奇任参谋长，饶正锡任政治部主任。纵队组成后即参加第二次攻打榆林的作战。11月下旬，集结于西岔、镇川堡地区进行新式整军。1948年2月下旬参加宜川战役，纵队主力会同第3纵队围攻宜川城；一部兵力在宜川西南铁龙湾地区参加阻击、围歼国民党援军。3月上旬，会同第3纵队围攻洛川。4月中旬参加西府陇东战役。5月中旬，转移到韩城及山西省河津地区整训。8～11月参加荔北战役和冬季战役，共歼灭国民革命军5000余人。
1949年2月1日，根据中央军委1948年11月1日关于统一全军编制及部队番号的命令，西北野战军第六纵队改称中国人民解放军第六军，隶属第一野战军。教导旅和新编第4旅依次改称第16、第17师。罗元发任军长，徐立清任政治委员，张贤约任副军长，唐子奇任参谋长。供给部部长郑云彪。卫生部部长刘景晏。全军共1.4万余人。6月初，由晋南运城军分区机关和部队组建的第18师列入第6军建制（该师于10月进驻西安，1950年12月改编为公安第4师）。1949年6月13日，第六军编入第二兵团。1949年7月张贤约任政治委员，饶正锡任副政治委员兼政治部主任，陈海涵任参谋长。1949年9月29日，步兵十七师整编了酒泉起义的国民党第231师4500余人编入第17师，231师师长余奇任解放军步兵十七师副师长。1949年9月黄振棠任政治部主任。1949年10月 ，第六军集结酒泉准备进入新疆之时，从河西起义的国民党部队中选编了4个团，组建第六军独立师。10月1日，六军根据野司的命令，军直和十七师组织了短小精悍的先遣队分乘飞机到达迪化，其他各部也分批乘飞机、汽车和骡马，相继离开了酒泉西进。车运部队，经四天行程，先头十六师四十六团进抵玉门油矿。十六师吴宗先师长和四十六团团长任书田奉命接管保护玉门油田。10月6日，王震到酒泉检查进疆部署。野司奉中央军委指示：苏联支援了40架里二型运输机，每架可乘30人，因此六军在酒泉、哈密两地设立了空运指挥所，派十六师政委关盛志乘飞机先期赶到哈密，军副参谋长谢正浩率先头第四十九团随后跟进，派十七师师长程悦长乘第一架飞机到迪化建立指挥机构。军教导团团长杜一波、政委马洪山、副团长张子厚统一指挥六军后梯队，辖司、政、供、卫和家属队及两个骡马大队；十六师由许会增任队长，十七师由张文治和贺清德负责。10月7日，六军两个骡马大队计500多名战士，2000多匹骡马，从酒泉城出发，放弃走大道，尽量做到逐水草而行。1949年11月，独立师4个团分散融编到16师、17师。1949年11月12日，第六军转隶第一兵团。从1949年11月6日开始至1950年元月15日止，六军从酒泉空运哈密的人员有2908名，由哈密空运迪化的有9538名，共空运1.2446万名。从11月4日开始车运，至1950年元月13日，从酒泉运哈密1.2982万名，从哈密运迪化的有6550名，从安西运哈密的有2540名，从迪化运伊宁的有2492名(十七师五十团)；从迪化运绥来的有2112名(五十一团)。除十六师一部分3月底才开始运哈密外，其余均于1950年元月13日全部到达指定位置。自10月23日起，全军2026匹牲口分三批进疆，经68天行程，于12月底全部到达指定位置。至此，六军进疆任务完成。1950年1月13日，军部与第17师驻迪化（今乌鲁木齐）、伊宁等地，第六军兼迪化军区。魏志明继任六军政治部主任。
1950年3月第16师进驻哈密、镇西（今巴里坤）等地，开始执行生产任务。至10月，在奇台东大草原和北沙窝地区乌斯满势力。
1951年9月10日，军部与西北军区航空处合编为西北军区空军；第六军军部由第十七师机关代。1953年5月第16、第17师改编为农业建设第5、第6师，第6军番号即行撤销。

## 编制
第六军下辖：
- 第十六师：教导旅改编。前身为1944年1月八路军冀鲁豫军区杨得志组建冀鲁豫军区西进支队调归陕甘宁晋绥联防军。8月改称教导第一旅。1945年4月与教导第二旅合编为教导旅。师长吴宗先、政委关盛志。
  - 第46团：红二十五军第225团、红十五军团第75师225团、1936年4月225团二营扩编为75师224团。224团与225团一部改编为八路军第一一五师第344旅第688团三营。1938年11月三营与其他部队合编为344旅独立团。1939年3月9日冀鲁豫支队一大队。1940年4月八路军第二纵队新编第2旅第4团。1941年7月八路军第一一五师教导第7旅第19团。1942年秋冀鲁豫五分区第19团。1944年1月冀鲁豫军区西进支队第19团。后与教导第一旅第11团合编为教导第一旅第1团。1946年4月并编冀中回民支队。为冀鲁豫四大甲种主力团之一。
  - 第47团：红二十八军、八路军第一二〇师第358旅716团二营。1937年9月28日改编为“宋时轮支队”（雁北支队）。1938年5月八路军第四纵队第12支队。1939年11月冀热察挺进军第9团。晋察冀军区第十一军分区第9团。1944年2月晋察冀军区机动旅第9团。1944年8月教导第二旅第9团。1945年4月与教导第二旅34团、骑兵团合编为教导旅第2团。
  - 第48团：1947年夏组建，7月31日编入教导旅为第3团。
- 第十七师：新编第四旅改编。前身为八路军第一二九师新编第4旅。1943年底调陕甘宁边区。师长程悦长、政委黄振棠。
  - 第49团：红三十一军第91师。八路军第一二九师第386旅第771团。第一二九师独立旅第771团。1938年8月21日八路军青年纵队第771团。1940年4月第一二九师新编第4旅第771团。1942年11月冀南四分区第771团。
  - 第50团：八路军第一二九师第386旅新编第1团、第386旅第16团、1942年夏太岳二分区第16团。
  - 第51团：1947年10月晋绥军区组建的补充团。1948年2月编入新四旅为第三团。
- 第十八师：1949年6月初，运城军分区机关、部队改编。师长张树芝、政委景明远。
- 独立师：1949年9月初以酒泉起义国民党部队选编4个团，组建独立师。11月部队编入16师、17师。